# ラジオ版 学問ノススメ
『ラジオ版 学問ノススメ』（ラジオばん がくもんノススメ）は、全国FM放送協議会 (JFN) 加盟局で放送されているジャパンエフエムネットワーク (JFNC) 制作のラジオ番組である。
蒲田健がパーソナリティを務めているラジオ教養番組で、「ラジオ版課外授業プログラム」をコンセプトに企画・制作されている。番組は各回で特集する人物本人、あるいは特集するテーマに詳しい人物をゲスト講師に迎え、学校の授業方式で様々な疑問・質問に答えてもらう。
2015年9月までは55分番組であったが、同年10月からは30分番組として放送されている。また、公式サイトとiTunesで配信されていた番組のスペシャルエディション版（ラジオ放送をするにあたってカットされる部分も余さずに収録した音声ファイル）も、同年10月をもってnoteでの有料配信制へと移行した。
2017年10月から2022年3月25日までは『FUTURES』金曜の番組として放送されており、2022年4月7日より木曜に移行。番組表上でのタイトル表記は『FUTURES』となっている。

## 関連書籍
- 学問ノススメ。学校では教えてくれない達人の知恵（編集：JFN、出版社：徳間書店、発売日：2012年4月26日、ISBN 978-4-19-863388-2）